# Голланд (Міннесота)
Голланд (англ. Holland) — місто (англ. city) в США, в окрузі Пайпстоун штату Міннесота. Населення — 178 осіб (2020).

## Географія
Голланд розташований за координатами 44°5′25″ пн. ш. 96°11′56″ зх. д. / 44.09028° пн. ш. 96.19889° зх. д. (44.090239, -96.198888).  За даними Бюро перепису населення США в 2010 році місто мало площу 2,42 км², з яких 2,41 км² — суходіл та 0,00 км² — водойми.

## Демографія
Згідно з переписом 2010 року, у місті мешкало 187 осіб у 94 домогосподарствах у складі 50 родин. Густота населення становила 77 осіб/км².  Було 110 помешкань (46/км²).
Расовий склад населення:
| - 95,2 % — білих - 0,5 % — азіатів - 1,1 % — осіб інших рас |

До двох чи більше рас належало 3,2 %. Частка іспаномовних становила 5,9 % від усіх жителів.
За віковим діапазоном населення розподілялося таким чином: 17,1 % — особи молодші 18 років, 57,2 % — особи у віці 18—64 років, 25,7 % — особи у віці 65 років та старші. Медіана віку мешканця становила 48,1 року. На 100 осіб жіночої статі у місті припадало 110,1 чоловіків;  на 100 жінок у віці від 18 років та старших — 103,9 чоловіків також старших 18 років.
Середній дохід на одне домашнє господарство  становив 44 408 доларів США (медіана — 32 083), а середній дохід на одну сім'ю — 62 696 доларів (медіана — 53 750). Медіана доходів становила 42 500 доларів для чоловіків та 26 875 доларів для жінок. За межею бідності перебувало 14,1 % осіб, у тому числі 18,2 % дітей у віці до 18 років та 16,7 % осіб у віці 65 років та старших.
Цивільне працевлаштоване населення становило 89 осіб. Основні галузі зайнятості: освіта, охорона здоров'я та соціальна допомога — 19,1 %, роздрібна торгівля — 16,9 %, науковці, спеціалісти, менеджери — 10,1 %, мистецтво, розваги та відпочинок — 10,1 %.